# Agnes Comyn
Agnes Comyn, Countess of Strathearn (auch Lady Agnes Comyn oder Agnes, Countess of Strathearn) († nach August 1320) war eine schottische Adlige und Verschwörerin.

## Herkunft, Heirat und Kinder
Agnes Comyn entstammte der schottischen Familie Comyn. Sie war wahrscheinlich die zweite Tochter von Alexander Comyn, 6. Earl of Buchan und von dessen Frau Elizabeth de Quincy. Nach älteren Angaben wird ihr Name auch mit Emma oder Marjory angegeben. Sie wurde vor 1280 mit dem schottischen Magnaten Malise, 6. Earl of Strathearn verheiratet. Mit ihm hatte sie mindestens vier Kinder:
- Malise, 7. Earl of Strathearn (zwischen 1275 und 1280–zwischen 1327 und 1330)
- Gilbert († nach 1297)
- Robert († nach 1297)
- Matilda († 1348) ⚭ Robert de Thony

## Rolle im Schottischen Unabhängigkeitskrieg
In der politisch unruhigen Zeit nach dem Tod von König Alexander III. 1286, der Herrschaft von König John Balliol und dem folgenden Schottischen Unabhängigkeitskrieg unterstützte ihr Mann zunächst die schottischen Patrioten gegen die Engländer. Angesichts der militärischen Übermacht des englischen Königs unterwarf er sich schließlich 1303 Eduard I., der die Oberherrschaft über Schottland beanspruchte. Als Robert Bruce sich im März 1306 zum König der Schotten erklärte und offen gegen die englische Oberherrschaft rebellierte, unterstützte ihn Strathearn nur unter Zwang. Zum einen wollte er seinen Treueeid gegenüber Eduard I. nicht brechen, doch vor allem misstraute er wohl Bruce, der im Februar John Comyn, Lord of Badenoch, einen Verwandten von Agnes ermordet hatte. Dennoch wurde Strathearn im November 1306 verhaftet und nach Südengland gebracht. Agnes und ihr Sohn Malise beteuerten seine Unschuld und baten um seine Freilassung. Eduard I. misstraute Strathearn, verurteilte ihn aber nicht als Verräter. Nach dem Tod von Eduard I. ließ der neue König Eduard II. Strathearn im November 1307 nach York Castle bringen. Dort durfte er zusammen mit Agnes und einigen Dienern in milder Haft leben, ehe er 1308 freikam. Nach 1310 lebten er und Agnes in der Grenzstadt Berwick, wo ihnen der englische König eine Pension zahlte. Spätestens 1312 diente Strathearn in der englischen Garnison von Perth, wo er Anfang 1313 gefangen genommen wurde. Robert Bruce enteignete ihn nicht, zwang ihn aber, zugunsten seines Sohns Malise auf seine Ländereien und seinen Titel zu verzichten. Der alte Earl starb spätestens 1317.

## Beteiligung an der Soules-Verschwörung
Im Sommer 1320 wurde in Schottland eine Verschwörung aufgedeckt, deren Führer der Baron William Soulis sowie Agnes Comyn, Countess of Strathearn war. Die Verschwörer wollten Robert Bruce stürzen und Edward Balliol, den ältesten Sohn des 1296 abgesetzten John Balliol auf den Thron setzen. Agnes unterstützte ihren Neffen William Soulis, da sie über Bruce erbittert war, der nicht nur ihren Verwandten John Comyn of Badenoch ermordet, sondern auch ihren Bruder John Comyn, 7. Earl of Buchan 1308 seines Landes beraubt und 1313 ihren Mann gedemütigt hatte. Im August 1320 gestand die Countess vor einem in Scone versammelten Parlament ihre Beteiligung an der Verschwörung und wurde zu lebenslanger Haft verurteilt. Möglicherweise hatte Agnes aber auch selbst die geplante Verschwörung verraten, denn nach den Chronisten wurden die Verschwörer von einer nicht genannten Frau verraten. Der Legende nach durfte Agnes ihre Haft in Tom-na-Chaisteal, einer zwischen Crieff und Comrie gelegenen Burg ihres Sohnes verbringen. Dann wurde die Burg jedoch durch ein Feuer zerstört, bei dem Agnes ums Leben kam. Wahrscheinlich wurde die Burg aber erst im 16. oder 17. Jahrhundert durch ein Feuer zerstört.